# 24 Hours – Two Sides of Crime
24 Hours – Two Sides of Crime (Originaltitel: De Dag) ist eine flämische Dramaserie, die von FBO und Woestijnvis in Kooperation mit VIER und ZDFneo produziert wurde.  Die von Julie Mahieu und Jonas Geirnaert geschriebene Serie erzählt von zwei sehr gut vorbereiteten Geiselnehmern in einer Bankfiliale.
Das Besondere an der Struktur dieser Serie ist, dass zwei aufeinander folgende Episoden jeweils den gleichen zeitlichen Verlauf haben. Die eine Folge, in der Gilles Coulier Regie führt, zeigt die Geschichte vom Standpunkt der Polizei und der betroffenen Familienmitglieder. Die nächste Episode, in der Dries Vos Regie führt, zeigt dann, was mit Geiselnehmern und Geiseln zur gleichen Zeit geschieht. Diese Struktur wechselt sich immer ab.
Die Serie ist in Belgien seit dem 26. März 2018 bei Telenet Play erhältlich und wurde später auf dem Fernsehsender VIER ausgestrahlt. In den Niederlanden ist die Serie seit dem 1. August 2018 bei Ziggo verfügbar. In Deutschland ist die Serie seit dem 5. Oktober 2018 in der deutschen Synchronfassung auf ZDFneo zu sehen.

## Handlung
Mercedes De Vos, Roeland und Ibrahim von der DSU, einer Spezialeinheit der Polizei in einer flämischen Kleinstadt, werden zu einem Banküberfall mit Geiselnahme gerufen, um die Verhandlung mit den Geiselnehmern zu führen. Nachdem der Platz vor der Bank geräumt, Scharfschützen in Position gebracht und eine Kommandozentrale in der Nähe der Bank eingerichtet wurde, starten die Verhandlungen. Die Geiselnehmer verlangen eine Million Euro und einen Helikopter für die Flucht. Ibrahim vertröstet diese, dass so viel Geld so schnell nicht aufzutreiben sei, und schafft es, dass die Geiselnehmer eine Geisel freilassen. Unterdessen müssen zwei andere Geiseln einen Tresor im Keller der Bank aufschweißen und das darin befindliche Geld in kleinen Röhrchen die Toilette hinunterspülen. Diese Röhrchen gelangen durch die Abwasserkanäle zu einer Kläranlage. Dorthin sind die Geiselnehmer bereits ohne Wissen der Polizei mit den drei restlichen Geiseln aus der Bank geflüchtet.
Nachdem die Polizei bemerkt, dass sie über ein zuvor verstecktes Telefon belauscht wurden, beschließen sie, die Bank zu stürmen. Als sie die Geiselnehmer und die drei restlichen Geiseln dort nicht antreffen, lassen sie die Geiselnehmer in dem Glauben, dass sie sich von der Bank entfernt hätten. Als dieses Lügenkonstrukt durch einen unglücklichen Fehler auffliegt, geraten die Geiselnehmer in Panik und flüchten aus dem Klärwerk. Jedoch ist ihnen kurz zuvor eine Geisel entwischt und als sie die anderen zwei Geiseln zurücklassen, stirbt eine von diesen bei der Flucht. Die letzte Geisel, welche jedoch in Wirklichkeit ein Mittäter ist, bricht die Flucht ab und fesselt sich wieder selber, damit sie von der Polizei gefunden werden kann.
In den letzten Folgen erfährt der Zuschauer, dass eine weitere Geisel aus der Bank der eigentliche Drahtzieher ist. Diese versucht, die anderen Mitglieder ihrer Bande auszuschalten, damit sie das ganze Geld bekommt. Als sie schon einen der Mittäter umgebracht hat, kommen ihr die restlichen beiden Geiselnehmer auf die Schliche. Währenddessen ist aber noch eine Polizistin im Gebäude, sodass dieses bald umstellt ist. Durch eine weitere Verhandlung versucht Ibrahim die Situation aufzulösen. Als dies nicht gelingt, wird das Gebäude gestürmt.

## Besetzung und Synchronisation
Die deutsche Synchronisation entstand unter dem Dialogbuch und der Dialogregie von Harald B. Wolff durch die Synchronfirma TaunusFilm Synchron GmbH in Berlin.
| Rolle                    | Schauspieler         | Episoden         | Synchronsprecher      | Rollenbeschreibung                                    |
| Ermittler                | Ermittler            | Ermittler        | Ermittler             | Ermittler                                             |
| ------------------------ | -------------------- | ---------------- | --------------------- | ----------------------------------------------------- |
| Mercedes De Vos          | Sophie Decleir       | 1–2, 4–10        | Christin Marquitan    | Mitglied der Spezialeinheit                           |
| Roeland Wagemans         | Willy Thomas         | 1–2, 4–10        | Frank Röth            | Mitglied der Spezialeinheit                           |
| Ibrahim El Ghazoui       | Lukas De Wolf        | 1–8, 10          | Tim Knauer            | Verhandlungsführer der Spezialeinheit                 |
| Arne Michiels            | Jeroen Perceval      | 1–10             | Julien Haggége        | Ermittlungsleiter der Bundespolizei                   |
| Ivo De Rouck             | Johan Van Assche     | 1–2, 4–8, 10     | Lutz Schnell          | Abteilungsleiter der Spezialeinheit                   |
| Murat                    | Nabil Mallat         | 1, 4, 6, 8–9     | Nico Sablik           | Ermittler                                             |
| Marnix                   | Pieter Genard        | 1–2, 4, 6, 8, 10 | Karlo Hackenberger    | Computerspezialist                                    |
| Marc D’Hooghe            | Michel Bauwens       | 1–2, 4–10        | Axel Lutter           | Inspektor der lokalen Polizei                         |
| Thibault                 | Sebastien Dewaele    | 1–2, 4, 6, 8, 10 | Dennis Schmidt-Foß    | Mitglied der Spezialeinheit                           |
| Frederik                 | Olivier De Smet      | 1, 4, 6, 8, 10   | Jan Kurbjuweit        | Mitglied der Spezialeinheit                           |
| Geert                    | Joris Hessels        | 1–3, 6, 10       | Roman Wolko           | Mitglied der Spezialeinheit                           |
| Geiselnehmer und Geiseln |                      |                  |                       |                                                       |
| Elias De Sutter          | Titus De Voogdt      | 1–7, 9–10        | Ozan Ünal             | Geiselnehmer                                          |
| Tommy De Coninck         | Bert Haelvoet        | 1, 3, 5, 7–10    | Tim Sander            | Geiselnehmer                                          |
| Walter Blomme            | Bob Snijers          | 1–3, 5, 7        | Rainer Gerlach        | Geisel, Filialleiter der Bank                         |
| Serge De Coninck         | Geert Van Rampelberg | 1, 3, 5, 7–9     | Torben Liebrecht      | Geisel, Bankangestellter, Bruder von Tommy            |
| Michaël Van Hamme        | Jelle De Beule       | 1, 3–8           | Julius Jellinek       | Geisel, Bankangestellter                              |
| Freya Van Landschoot     | Maaike Neuville      | 1–3, 5–10        | Friederike Walke      | Geisel, Tochter der sehr wohlhabenden Van Landschoots |
| Noor Hawal               | Imani De Caestecker  | 1, 3, 5, 7, 9    | Daniela Molina        | Geisel, Halbschwester von Basil                       |
| Basil Hawal              | Per Janssens         | 1–3, 5, 7        | Oskar Paul Ehrhorn    | Geisel, Halbbruder von Noor                           |
| Familienangehörige       |                      |                  |                       |                                                       |
| Andrea Blomme            | Katelijne Verbeke    | 1–3, 5–8         | Arianne Borbach       | Ehefrau von Walter                                    |
| Susan De Coninck         | Ruth Becquart        | 1, 3, 5–10       | Katrin Zimmermann     | Ehefrau von Serge                                     |
| Inge Goossens            | Lynn Van Royen       | 1, 3–8           | Leonie Dubuc          | Partnerin von Michaël                                 |
| Rolf Van Landschoot      | Serge-Henri Valcke   | 1–4, 6–8, 10     | Jürgen Kluckert       | Vater von Freya                                       |
| Claudine Van Landschoot  | Marijke Pinoy        | 1–4, 6–7, 9–10   | Gabrielle Scharnitzky | Mutter von Freya                                      |
| Yusef Hawal              | Zouzou Ben Chikha    | 1–3, 5–9         | Jaron Löwenberg       | Vater von Noor und Basil                              |
| Kathleen                 | Wine Dierickx        | 1–3, 5, 7–9      | Anna Grisebach        | Stiefmutter von Noor und Basil                        |
| Andere                   |                      |                  |                       |                                                       |
| Kristien Delaruelle      | Liesa Van der Aa     | 1–10             | Cathlen Gawlich       | Fernseh-Reporterin                                    |
| Dries                    | Tom Vermeir          | 1–2, 4–8, 10     | Jörg Linnenbröker     | Tonmann                                               |
| Stef                     | Dominique Van Malder | 1–2, 4–8, 10     | Uwe Jellinek          | Kameramann                                            |
| Sanne Coulin             | Dolores Bouckaert    | 1–10             | Sabine Arnhold        | Mitarbeiterin der Opferhilfe                          |
| Staatsanwältin           | Barbara Sarafian     | 1–2, 4, 6, 8–10  | Katharina Koschny     |                                                       |
| Bürgermeisterin          | Bien De Moor         | 2, 4, 6–7        | Marina Krugull        |                                                       |
| Nachrichtensprecherin    | Ilse De Vis          | 1–7              | Marion Musiol         |                                                       |
| Nachrichtensprecher      | Joris Brys           | 8–10             | Harry Kühn            |                                                       |

## Hintergrund
Am 12. Oktober 2016 wurde bekannt gegeben, dass sich VIER und Telenet zusammengetan haben, um die von Julie Mahieu und ihrem Partner Jonas Geirnaert konzipierte und geschriebene Fiction-Serie De Dag zu produzieren. Die Dreharbeiten begannen Ende Oktober 2016 in Brügge, Brasschaat, Berchem und Schoten.

## Rezeption
„Mit einer verschachtelten Handlung, deren Fäden mit jeder Folge mehr zusammenlaufen und langsam aber sicher ein großes Ganzes ergeben, ist ihnen ein bereicherndes Stück Fernsehen gelungen.“

„Durch die beiden alternativen Blickwinkel auf den jeweils identischen Zeitabschnitt wird der Zuschauer in die Lage versetzt, Informationen zu sammeln und zu kombinieren, Lücken aufzufüllen sowie zu verstehen, warum manches Detail, das eine Episode zuvor noch unverständlich schien, doch Sinn ergibt. [...] Neben den gelungenen Suspense-Elementen und der Metaebenen-Botschaft der verschiedenen Sichtweisen statt einer vermeintlich objektiven Wahrheit thematisiert die Serie durchaus auch konkrete gesellschaftliche Probleme.“